# Handelshochschule Leipzig
Die Handelshochschule Leipzig, seit 2012 HHL Leipzig Graduate School of Management, ist eine privatwirtschaftlich betriebene, staatlich anerkannte Wirtschaftshochschule in Leipzig mit Promotions- und Habilitationsrecht.

## Geschichte

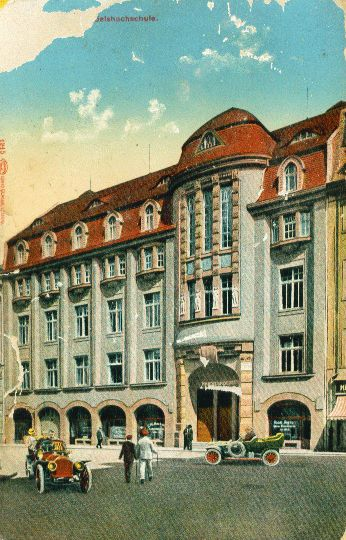
Handelshochschule in der Ritterstraße (1911)

Die HHL wurde im April 1898 als private Handelshochschule auf Initiative der Leipziger Industrie- und Handelskammer und des Deutschen Verbands für das kaufmännische Unterrichtswesen nach den Ideen des Pioniers des Handelshochschulgedankens, Gustav von Mevissen, gegründet. Nach mehreren Umzügen hatte sie seit 1910 ihren Sitz in dem von Fritz Schumacher entworfenen Gebäude in der Ritterstraße (heute Geschwister-Scholl-Haus). 1946 wurde sie als Fakultät in die Universität Leipzig eingegliedert, erhielt 1969 jedoch als Nachfolgerin der geschlossenen Hochschule für Binnenhandel zumindest Teilautonomie zurück.

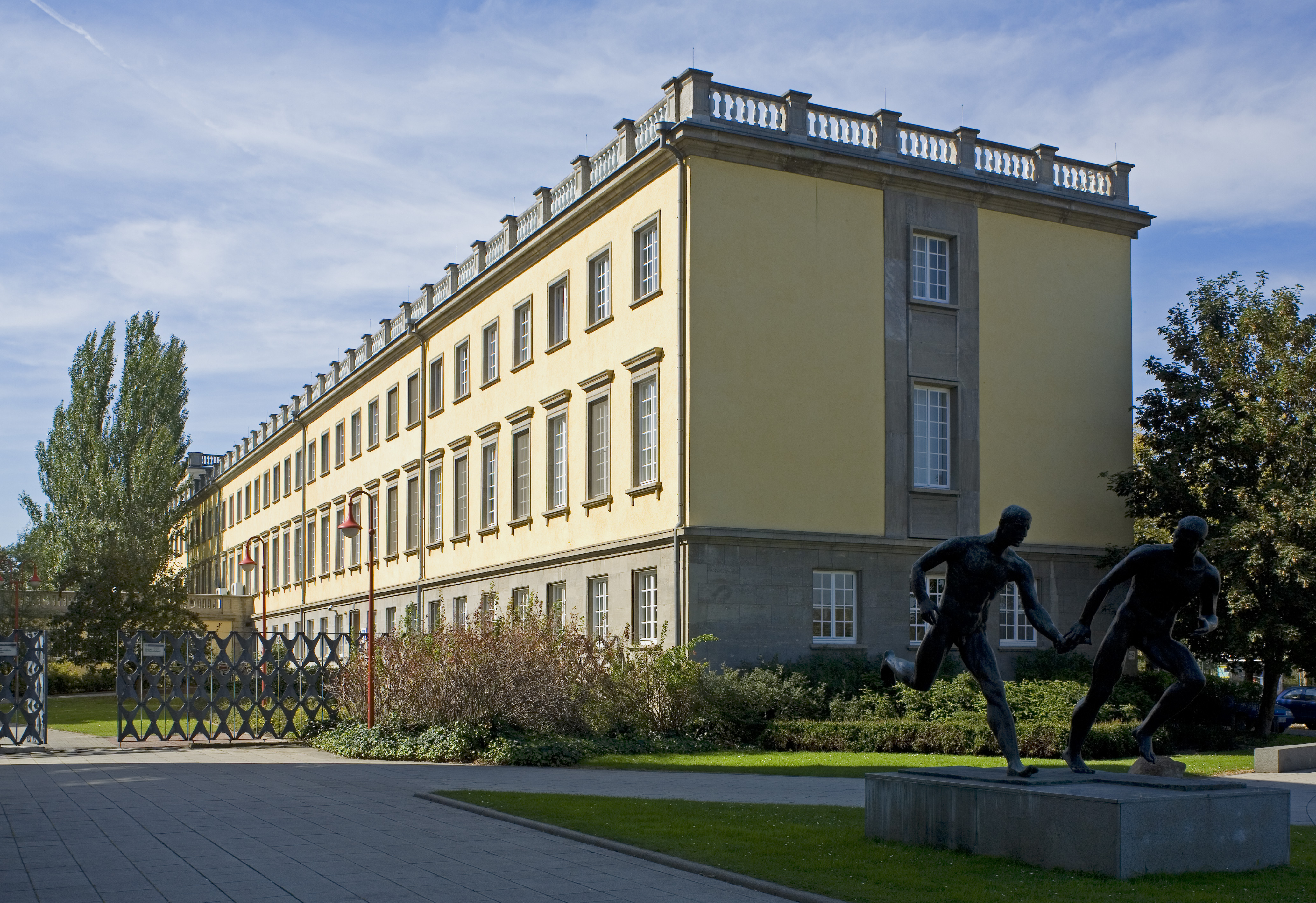
Hauptgebäude der HHL an der Jahnallee

1992 wurde die Hochschule im Rahmen der Novelle des Sächsischen Hochschulgesetzes geschlossen. Im selben Jahr kam es zur Wiedergründung als private universitäre Wirtschaftshochschule durch die Industrie- und Handelskammer zu Leipzig. Im Jahr 1996 wurden die ersten Studenten eingeschrieben, 2012 erfolgte die Umbenennung in HHL Leipzig Graduate School of Management. Die Hochschule befindet sich heute in der Jahnallee 59, auf dem Gelände der ehemaligen Deutschen Hochschule für Körperkultur (DHfK) am Elsterbecken.

## Organisationsstruktur

Logo von 1999 bis 2012

Die HHL ist eine gemeinnützige GmbH mit den folgenden Gesellschaftern:
- Gesellschaft der Freunde der HHL
- Industrie- und Handelskammer zu Leipzig (IHK)
- Sächsische Aufbaubank – Förderbank (SAB)[6]
- HHL-Stiftung (ehemals Kramerstiftung).

Stellvertretender Vorsitzender des Kuratoriums ist Jozsef Bugovics.
Die HHL ist nach Studienprogrammen und Lehrstühlen organisiert.

## Akkreditierung und Rankings

### Akkreditierung
Die HHL wurde 2004 Association to Advance Collegiate Schools of Business (AACSB) akkreditiert und 2009, 2014, 2019 und 2024 reakkreditiert. Die Studienprogramme M.Sc., MBA sowie Teilzeit-M.Sc. und Teilzeit-MBA wurden von der Agentur ACQUIN akkreditiert resp. reakkreditiert.

### Rankings der HHL
- Platz 5 in Deutschland, Platz 65 in Europa im European Business School Ranking 2023 von der Financial Times[12]
- Platz 1 im Gründungsradar 2025 (Stifterverband)[13]

### Rankings einzelner Programme der HHL

#### Master in Management
- Platz 4 in Deutschland, Platz 34 weltweit im Global Masters in Management Ranking 2023 von der Financial Times[14]
  - Kategorie „Gehalt nach Graduierung“: Platz 1 in Deutschland, Platz 2 in Europa, Platz 7 weltweit
  - Kategorie „Karriereservice“: Platz 1 in Deutschland, Platz 1 in Europa, Platz 5 weltweit
- Spitzengruppe im CHE Ranking für Masterstudiengänge 2023[15]

#### Master of Business Administration
- Platz 17 für ROI weltweit (96,9 von 100 Punkten) im QS Global MBA Ranking 2024[16]

## Studienprogramme
In den Studienprogrammen wird meist auf Englisch unterrichtet.
Mit dem konsekutiven Masterstudiengang haben Bachelor- oder Diplom-Absolventen (Universität, Fachhochschule oder Berufsakademie) die Möglichkeit, in einem englischsprachigen Studienprogramm den Master of Science in Management (M.Sc.) zu erwerben:
- Vollzeit Master in Management (21 bis 24 Monate)
- Teilzeit Master in Management (24 bis 30 Monate)
- Vollzeit Master in Management | Finance (21 bis 24 Monate)
- Teilzeit Master in Management | Finance (24 bis 30 Monate)
- Vollzeit Master in Entrepreneurship (21 bis 24 Monate)
- Vollzeit Master in Finance[17] (15 Monate)

Mit dem konsekutiven MBA-Studium haben Bachelor- oder Diplom-Absolventen (Universität, Fachhochschule oder Berufsakademie) die Möglichkeit, in einem englischsprachigen Studienprogramm den Master of Business Administration zu erwerben:
- Vollzeit MBA (15 bis 21 Monate)
- Teilzeit MBA (27 bis 33 Monate)
- Vollzeit MBA | Finance (15 bis 21 Monate)

Das auf drei Jahre ausgelegte Promotionsstudium der HHL richtet sich an Kandidaten mit einem wirtschaftswissenschaftlichen Hochschulabschluss.

## Leipziger Führungsmodell

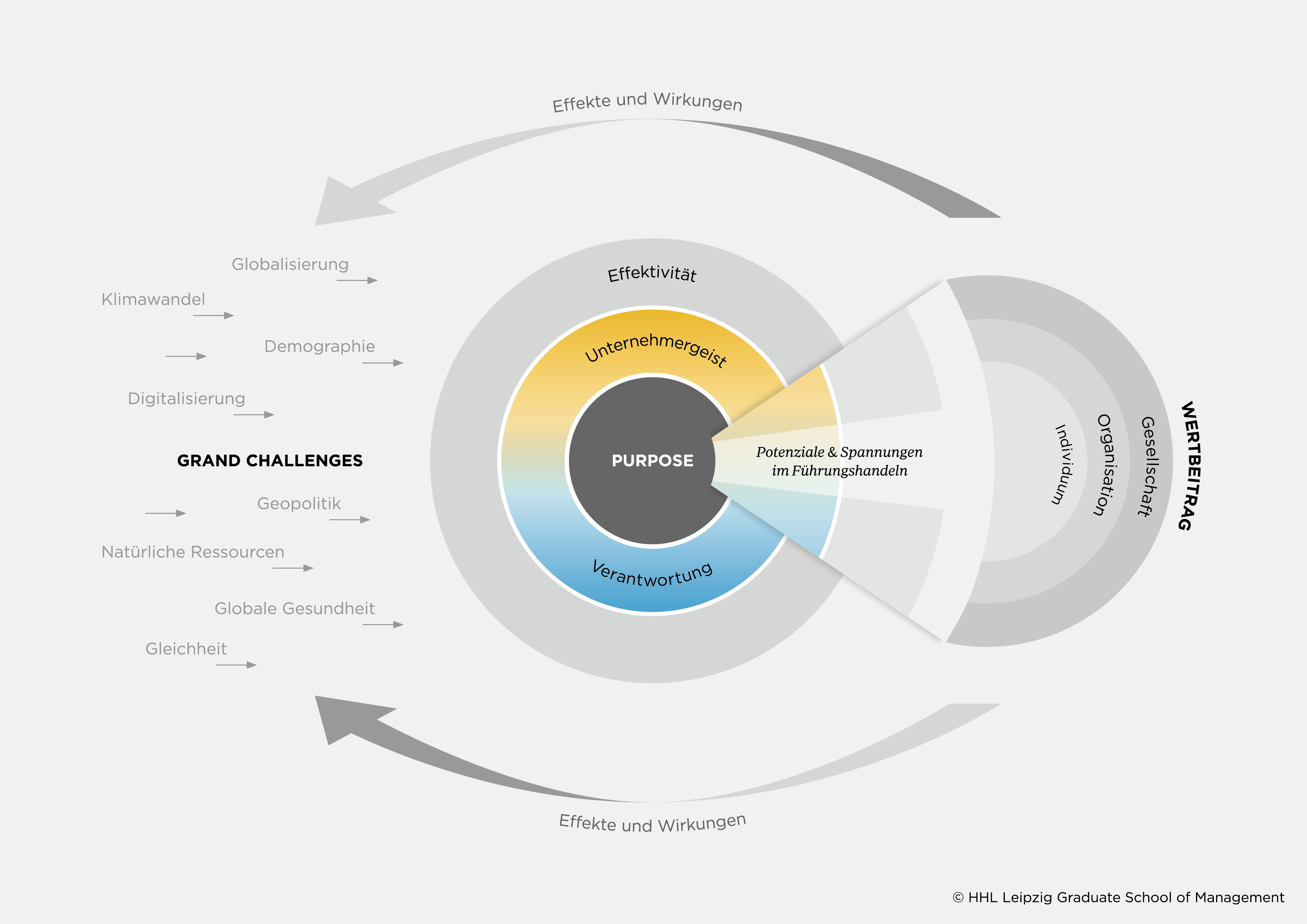
Grafik des 2022 erweiterten Leipziger Führungsmodells

Das Leipziger Führungsmodell (LFM, englisch: Leipzig Leadership Model) ist ein 2016 an der HHL entwickeltes Rahmenkonzept guter Führung. Das LFM verknüpft anhand seiner vier Dimensionen (Purpose, Unternehmergeist, Effektivität und Verantwortung) Sinn- und Wertfragen mit den strategisch-operativen Aufgaben unternehmerischer Tätigkeit. 2022 wurde eine erweiterte Version veröffentlicht.
2023 wurde ein psychometrisches Verfahren (Leipzig Leadership Profile) zur Erfassung individueller Führungsorientierungen in den vier Modelldimensionen publiziert. Dieses findet in den Studienprogrammen und im Kompetenz-Coaching Neue Leipziger Talente Anwendung.

## Die HHL als Gründerhochschule

### Der HHL Digital Space – Frühförderung von Gründungsideen
Der HHL Digital Space stellt eine Plattform zur Förderung digitaler Geschäftsmodelle dar. Ziel ist unter anderem, neue Geschäftsideen zu unterstützen und Gründer zu befähigen. Dabei bildet ein speziell entwickeltes Inkubationsprogramm den Kern des HHL Digital Space. Das Programm unterstützt Gründer in der Frühphase ihrer Unternehmensentwicklung mit Hilfe von Experten aus dem HHL-Netzwerk und durch die Expertise etablierter Unternehmen. Das Inkubationsprogramm richtet sich an alle Gründungswilligen mit einem digitalen Geschäftsmodell. Begleitet wird das Programm durch Rahmenveranstaltungen wie Founder Talks, einem Market Day und einem abschließenden Launch Day. Über die Gründerförderung hinaus verfolgt der HHL Digital Space das Ziel, bestehende Unternehmen bei der digitalen Transformation zu unterstützen – insbesondere bei der Entwicklung neuer Technologien und Geschäftsmodelle.
Seit dem 24. März 2023 hat der HHL Digital Space einen zweiten Standort am Innovation Campus Görlitz zur Unterstützung des Strukturwandels, insbesondere durch Neugründungen und Weiterentwicklung von etablierten Unternehmen in der Region Lausitz.

### HHL Gründerinnen-Initiative
Die HHL Gründerinnen-Initiative ist ein sechsmonatiges Programm, das potenzielle Gründerinnen (vorzugsweise aus dem MINT-Bereich) auf ihrem Weg in die Selbständigkeit unterstützt. In Workshops und Seminaren mit Expertinnen können die Teilnehmerinnen Geschäftsideen entwickeln, Geschäftsfragen aus der Sicht von Frauen diskutieren und ihr Geschäftsnetzwerk erweitern. Die HHL Gründerinnen-Initiative wird kofinanziert von der Europäischen Union und mitfinanziert durch Steuermittel auf der Grundlage des vom Sächsischen Landtag beschlossenen Haushaltes. Die HHL Gründerinnen-Initiative ist Teil des „Gründungsnetzwerks Leipzig“, in dem die Gründungs- und Transfereinrichtungen der Leipziger Hochschulen und Forschungseinrichtungen kooperieren.

### Das HHL-Businessplan-Seminar und der HHL-Business-Plan-Award
Im Rahmen des HHL-Businessplan-Seminars entwickeln die Teilnehmer zusammen mit einem Studententeam der HHL einen professionellen Businessplan für ihre Ideen und stellen diesen zum Abschluss einer Jury aus Investoren und Unternehmern vor. Das gibt den Teilnehmern die Gelegenheit, Feedback zu ihren Geschäftsideen zu erhalten und an von dem Management-Wissen der HHL-Studenten zu profitieren. Der Gewinner des Businessplan-Seminars erhält den HHL-Businessplan-Award. Ermöglicht wird das Seminar durch die Unterstützung und Förderung der Leipziger Stiftung für Technologie und Innovationstransfer. Der Fokus der Stiftung liegt auf der Förderung des Transfers wissenschaftlicher Erkenntnisse für die wirtschaftliche Entwicklung der Leipziger Region.

## Kontroverse um Steuerfinanzierung und Zweckentfremdung von Mitteln
Kritisiert wird, dass die privatwirtschaftlich betriebene Hochschule immer wieder durch das Land Sachsen und damit durch Steuergelder mitfinanziert wird.
Im Juni 2014 berichtete das Magazin Der Spiegel von „handfesten Problemen“ des Geschäftsmodells der Hochschule. Der Sächsische Landesrechnungshof gehe in seinem aktuellen Jahresbericht davon aus, dass die HHL inzwischen direkt und indirekt stark von Staatsgeld abhängig sei. So residiere die HHL nach Angaben des Rechnungshofes etwa mietfrei in Gebäuden des Landes Sachsen. Dies verursache Kosten in Höhe von 343.000 Euro im Jahr, nach einer geplanten Erweiterung wären es ab 2017 sogar 620.000 Euro. Des Weiteren wird der Vorwurf erhoben, die Hochschule habe Gelder zweckentfremdet. So sollen in den Jahren 2011 und 2012 Steuergelder in Höhe von insgesamt 1,4 Mio. Euro als Zuwendungen geflossen sein, wobei die HHL große Teile des Geldes nicht für den eigentlichen Zweck verwendet haben soll.
Bereits 1994 wurde der Hochschule vom Land Sachsen ein zinsloses Darlehen in Höhe von 25 Mio. DM gegeben, welches eigentlich spätestens im Jahr 2014 zurückgezahlt werden sollte. Doch der „Schutzschirm für alle Fälle musste längst bis 2020 verlängert“ werden, so der Spiegel. Von 2006 bis 2012 sollen demnach Defizite in Höhe von insgesamt fast 6 Millionen Euro über das Darlehen ausgeglichen worden sein. Auch im Jahr 2013 erzielte die HHL einen Verlust.

## Partnerhochschulen
Die HHL hat rund 140 Partnerhochschulen, unter anderem:
- Imperial College London, Imperial College Business School
- University of Chicago, Booth School of Business
- Dartmouth College, Tuck School
- Emory University, Goizueta Business School
- City University of New York, Baruch College
- Tulane University, Freeman School of Business
- Universität Stellenbosch
- Indian Institute of Management
- Chengchi-Nationaluniversität[30]

## Rektoren seit 1992
- Ludwig Trippen (Gründungsrektor, 1993–1995)
- Heribert Meffert (1995–1997)
- Gert Assmus (1997–2000)
- Arnis Vilks (2000–2005 und interimsweise 2010–2011)
- Hans Wiesmeth (2005–2010)
- Andreas Pinkwart (2011–2017)
- Stephan Stubner (2017–2/2023)[31]
- Tobias Dauth (2023–2024 interimistisch)[32] (2025-aktuell)[33]

## Ehrendoktoren
- Joseph A. Maciarello
- Heribert Meffert (* 1937)
- Michael Spence (* 1943)
- Wendelin Wiedeking
- Michael E. Porter
- Thomas Middelhoff (Titel 2016 entzogen)[34]
- Philip Kotler
- Kurt Biedenkopf
- Bernhard Walter
- Hans Werner Sinn
- Michael Otto
- Gerhard Casper
- Jürgen F. Strube
- Stefan H. Thomke
- Jürgen Gerdes
- Angela Merkel

## Ehrensenatoren
- Horst Albach (1931–2021)
- Kurt Biedenkopf (1930–2021)
- Karl-Heinz Forster (1927–2015)
- Heribert Meffert
- Arend Oetker (* 1939)
- Helmut Sihler
- Ludwig Trippen (1927–2016)
- Tessen von Heydebreck

## Ehemalige Professoren und Absolventen (Auswahl)
- Karl von der Aa (1876–1937)
- Abraham Adler
- Lukasz Gadowski
- Hermann Großmann
- Franz Koch
- Heribert Meffert
- Justinus Christoph Pech
- Balduin Penndorf
- Eugen Schmalenbach
- Rudolf Seyffert
- Arnis Vilks
- Adalbert Lanna der Jüngere